# 基里诺波利斯
基里诺波利斯是巴西戈亚斯州的一个市镇。总面积3780.173平方公里，总人口38165人，人口密度10.1人/平方公里。